# ゼンデンホルスト
ゼンデンホルスト (ドイツ語: Sendenhorst [ˈzɛndn̩hɔrst], 低地ドイツ語: Siänhuorst) は、ドイツ連邦共和国ノルトライン＝ヴェストファーレン州ミュンスターラントに属すヴァーレンドルフ郡の小都市である。ミュンスターの南東約 15 km、郡庁所在地ヴァーレンドルフの南西約 20 km に位置している。

## 地理
ゼンデンホルスト市は、ゼンデンホルスト地区（旧ベックム郡）とアルバースロー地区（旧ミュンスター郡）からなる。名前の由来となったゼンデンホルスト地区は、1315年8月11日に都市権を取得した。ヴェルゼ川に面するアルベルスローは、1975年の市町村再編（ミュンスター/ハム法 § 6）でゼンデンホルスト市に合併した。
ゼンデンに隣接する市町村は、ミュンスター、エーヴァースヴィンケル、ヴァーレンドルフ、エニガーロー、アーレン、ドレンシュタインフルトである。
ゼンデンホルスト地区に含まれる小地区には以下のものがある（南から反時計回り）: ブラハト、イェンストヘーフェル、ハルト、リンクヘーフェン、エルメンホルスト、ザントフォルト、ブロック。

## 歴史
- 紀元前600年から紀元前500年頃にシュピットヘーファー通りおよびマルティンリング周辺に納骨墓地が設けられた。
- ゼンデンホルストはヴェルデン修道院の890年の納税台帳に初めて記載されている。
- 1175年に教会村としてゼンデンホルストが初めて記述された。
- 1300年頃、ミュンスター司教（ドイツ語版、英語版）ルートヴィヒ2世がゼンデンホルストを市とした。1315年8月11日の文書で初めてゼンデンホルストは  Oppidum（市）と記載されている[5]。

### 市町村合併
1968年1月1日にキルヒシュピール・ゼンデンホルストが合併した。1975年にベックム郡が廃止されヴァーレンドルフ郡に編入された。アルベルスローが合併した。

## 行政

### 議会
ゼンデンホルストの市議会は26議席で構成されている。

### 首長
ベルトルト・シュトレッフィングが2004年から市長を務めている。

### 姉妹都市
- キルヒベルク (ザクセン)（ドイツ語版、英語版）（ドイツ、ザクセン州）[11]

## 文化と見所

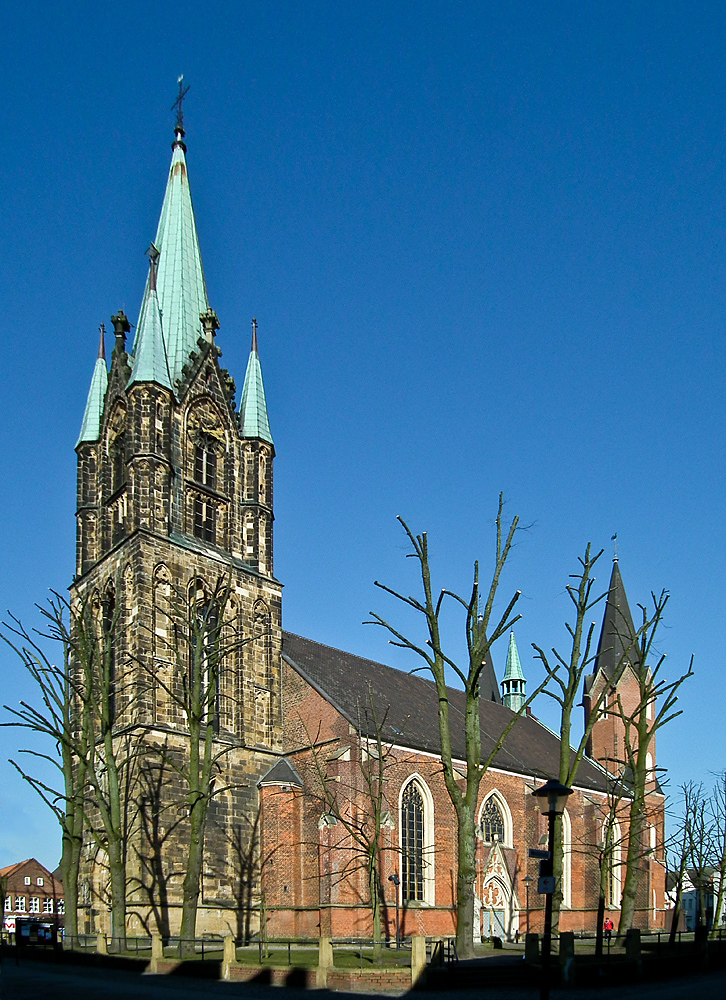
聖マルティン教会

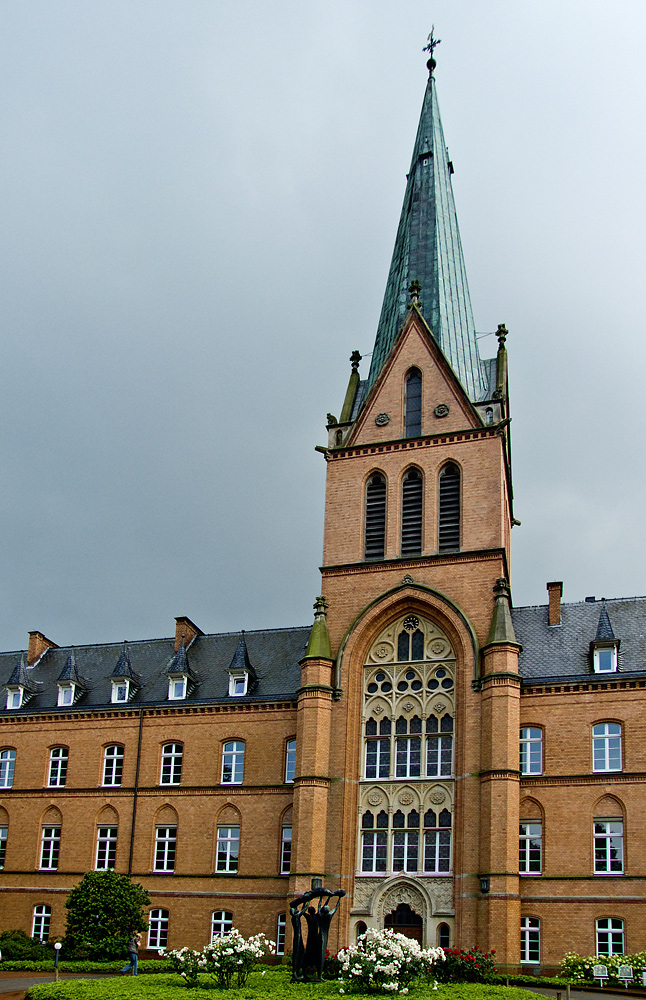
聖ヨーゼフ修道院の塔

### 演劇
劇団「ドレゲト・シュニュッフェルケン」は、毎年1月にニーダーザクセン語による演劇を上演している。

### 映画
1950年代から1960年代、ゼンデンホルストには2つの映画館があった。現在の国民銀行に改築されている「ロスト」テアターは、後にヴェストトーアに移転した（現在は赤十字）。古い映画館はその後「ツェンツラール＝テアター」として営業している。

### 見所
ゼンデンホルスト出身で名誉市民にもなっているベルンハルト・クラインハンスは、市の中心部に、多くはブロンズ製の芸術作品を数多く遺している。21の作品を集めた彫刻の小径が設けられている。この小径は市によって編纂されたパンフレット「ベルハルト・クラインハウス - ゼンデンホルスト一周」で紹介されている。

#### 建物
- 高さ 133 m の Typ FMT 12 の送信塔
- 聖マルティン教会 高さ 70 m の教会塔
- 聖ヨーゼフ修道院 高さ 56 m の塔

## 経済と社会資本
本市は農業を基盤とし、ゼンデンホルスト地区には合成樹脂分野の工業系企業が立地している。数十年来上級中心都市ミュンスターとの強力な経済相互関係が形成されている。

### 有名企業
ゼンデンホルストに本社を置いているVEKA AG は、窓、扉、ロールブラインド、合成樹脂プレート分野の世界的リーディングカンパニーである。約 1,000人がゼンデンホルストで働いており（2007年1月現在）、その子会社は周辺地域の重要な職場となっている。ノルトライン＝ヴェストファーレン州に広がる交通サービス企業であるネティネラ・グループの主力会社の1つ、ビルス交通GmbH はゼンデンホルストに本社を置いている。

### 教育
ゼンデンホルストには、2つの地区にそれぞれ1校の基礎課程学校と、ゼンデンホルスト地区に1校の実科学校（教会が運営している）がある。ギムナジウムやその他の上級の学校は、隣接するアーレンやミュンスターへ入学する。2013年9月4日にモンテソーリ＝ゼクンダーシューレ（中等学校）がゼンデンホルストに開校した。

### 健康、医療
ゼンデンホルスト市は、医療分野ではドイツ全土で有名な重要施設聖ヨーゼフ＝シティフト（整形外科センターおよび北西ドイツ・リウマチセンター）を有している。一般医療はミュンスターおよびアーレンの病院が対応している。

### 交通

#### 鉄道
ゼンデンホルストは、ヴェストファーレン地方鉄道 (WLB) が所有する鉄道ミュンスター - ヴァールシュタイン線沿線に位置している。この路線は貨物専用線となっている。ミュンスター - ゼンデンホルスト区間の旅客運行再開はすでに長らく検討されている。しかし、この計画はハルゼヴィンケル - ギュータースロー - フェルル線の計画と競合している。再開に必要な設備の近代化のコストは3,230万ユーロ、維持費として年間 350万ユーロから 390万ユーロと算定されている。1日の乗客は、6,260人と予想されている。ラッシュ時には20分間隔、平常時は20分から40分間隔で運行する。2015年9月現在このプロジェクトは相変わらず予備検討計画の段階であるが、コストは「約4,000万ユーロ」とされた。
ゼンデンホルスト市はヴェストファーレン地方鉄道に参画している。

#### 道路交通
1950年代から町を迂回するバイパス道路が計画されている。2013年初めに計画が具体化され、北バイパスが2010年代に建設が開始されることになった。

#### 国際空港
1970年代初めの大空港建設計画でゼンデンホルストは、大きな交通コンセプトに組み込まれるはずであった。ゼンデンホルスト、アルバースロー、ドレンシュタインフルトの間に大規模な空港を建設することが計画された。最終的には5本の滑走路が設けられることになっていた。その建設費は11億ドイツマルクと見積もられた。この計画は1973年、この空港が当時ドイツの管理権を有していたイギリスの低空緩衝地帯を侵害することになるため頓挫した。

### スポーツ
スポーツ全般は、SG ゼンデンホルストの 11 の部門がカバーしている。乗馬競技については、ライト・ウント・ファールフェライン・ゼンデンホルスト（ゼンデンホルスト乗馬・騎馬クラブ）が活発である。
2008年からスイングゴルフ場がある。ミュンスターラントは、ヨーロッパにおけるこの競技の中心地となっている。

## 人物

### ゆかりの人物
- オットー・ベッカー（ドイツ語版、英語版）（1958年 - ）ドイツの障害飛越競技チーフトレーナー
- アレクサンダー・クラウス（ドイツ語版、英語版）（1983年 - ）歌手、俳優